# Xenophrys jingdongensis
Xenophrys jingdongensis é uma espécie de anfíbio da família Megophryidae.
Pode ser encontrada nos seguintes países: China e Vietname.
Os seus habitats naturais são: regiões subtropicais ou tropicais húmidas de alta altitude e rios.
Está ameaçada por perda de habitat.